# Acido malvalico
L'acido malvalico, è un acido grasso composto da 18 atomi di carbonio con un anello ciclopropene, cioè un gruppo ciclopropano con un doppio legame, in posizione 8-9.
Si trova anche ad alte concentrazioni nei glucidi degli oli di semi di varie piante Malvaceae, da cui prende il nome, Sterculiaceae, Bombacaceae.
Questo acido fu isolato per la prima volta nel 1956 da FS Shenstone e JR Vickery dall'olio di semi di piante della famiglia delle Malvaceae (Malva verticillata e Malva parviflora), e identificato nel 1957 da JJ MacFarlae, FS Shenstone e JR Vickery. Successivamente è stato isolato in altri oli di semi: Adansonia gregorii (≈ 80%) o baobab australiano; Heritiera littoralis (≈ 54%); Gnemon gnetum (≈ 39%); Pterospermum acerifolium(≈ 32%); Adansonia za (28-31%); Nesogordonia thouarsii (≈ 30%); Eriolaena hookeriana (≈ 26%); e molti altri.
L'olio di cotone ( Gossypium hirsutum e Gossypium herbaceum ) e di baobab (Adansonia digitata ) che possono avere un utilizzo alimentare se non raffinati possono contenerne, rispettivamente, concentrazioni ≤2% e ≤9%.
Come altri acidi grassi contenenti ciclopropenici, è considerato tossico. Gli olio di semi che lo contengono possono essere edibili solo se sottoposti a raffinazione per ridurne il tenore.
È stato individuato anche nell'olio di noci deteriorato. Negli oli vegetali è quasi sempre associato all'omologo acido sterculico, 9,10-cpe-19:1, suo probabile precursore.
Gli studi sulla tossicità dell'acido malvalico considerano gli effetti degli acidi grassi ciclopropenici. In particolare inibirebbe l'azione degli enzimi desaturasi Δ5, Δ6 e Δ9. Ciò si traduce negli animali in una composizione modificata del grasso corporeo, che influisce non solo sul grasso accumulato, ma anche sulla composizione lipidica delle membrane. Il punto di fusione aumenta a causa del aumento del rapporto saturi/insaturi. Le conseguenze sono diverse e comporterebbero, tra l'altro, una riduzione della crescita e della funzione riproduttiva negli animali
Vari test sulla trota iridea, fanno pensare che l'acido malvalico possa essere epatotossico e cancerogeno in potente sinergia con aflatossine e micotossine.